# هاينرش شولتس
هاينرش شولتس (بالألمانية: Heinrich Schulz)‏ هو ضابط ألماني، ولد في 20 يوليو 1893 في زالفلد في ألمانيا، وتوفي في 5 يونيو 1979 في Eltville ‏ في ألمانيا.

## وصلات خارجية
- هاينرش شولتس على موقع مونزينجر (الألمانية)